# المشربش

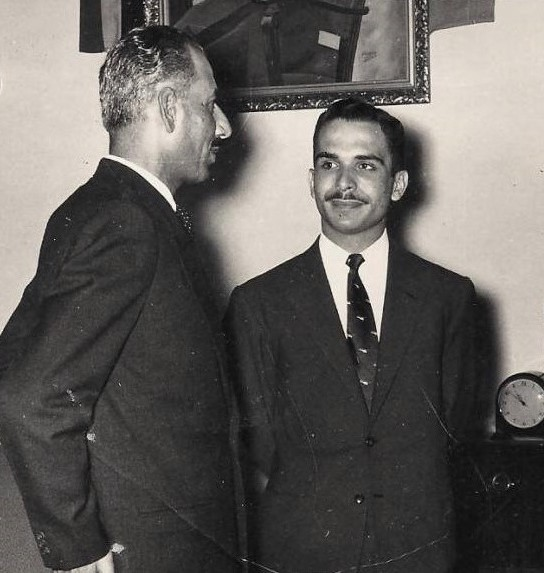
جريس مشربش، قائد سلاح الجو الملكي الأردني (يسار)، مع الملك الحسين الأول ملك الأردن (يمين)

المُشَرْبَش (معروفة أيضًا باسم الشَّرَاشْبة) هي عائلة أردنية مسيحية سَكَنَت الأردن منذ القرن السَّابِع عَشَر. ويُعْتَقَد أنهم أَحْفَاد سلالة الغَسَاسِنَة التاريخية. ويأتي ذلك الادّعاء بشكل رئيسي من الأحاديث الشَّفَهِيّة التقليدية أي دون وثيقة مثبتة. واكْتُشِفَت وثيقة في قرية بشامون اللبنانية تعود لعام 1338م وكتبها الشيخ سالم الوهبان من قبيلة الصَّايِغ، وتقول تلك الوثيقة أن نَسْل العائلة يَصِل إلى الملك عَمْرو الرَّابِع. وتَشْتَرِك مجموعة أخرى من عائلات الروم الأرثدوكس في ذات النَّسْل مع عائلة المشربش.
ويَتَّضِح من كِتابات الجنرال العام فريدريك بيك الذي خدم تحت إمْرَة لُورَنْس العَرَب، أن عائلة المشربش كانت قد سكنت في دمشق قبل هجرتها إلى الأردن سنة 1650م وتشكيل تحالف دَامَ 7 سنوات مع قبيلة بني حسن البدوية. وكان أول مكان سكنت فيه العائلة في الأردن هو مدينة السلط التي كانت العاصمة الإدارية للبلاد في ذلك الوقت، حيث ابتاعوا معظم الأراضي والعقارات في منطقة الطّوال.
وفي أوائل القرن العشرين، انتقل اثنان من أفراد العائلة -عايد وخَلَف بَرَكَات- إلى العاصمة الأردنية عمان حيث أصْبَحَا قائِدَيْن للمسيحيين الأنجليكان والروم الأرثدوكس في المدينة، وكان عايد هو زعيم طائفة الروم الأرثدوكس، وتولى خَلَف زعامة طائفة الإنجليكان. وأسهمت العائلة بشكل كبير في المجتمع المسيحي في الأردن. وأسَّس الشيخ عويس المشربش أول مقبرة مسيحية في عمان، وكان هو أيضًا أحد الأعضاء المؤسسين
لغرفة تجارة عمان. وأدار أفراد عَمَادَة الكنيسية الإنجليكانية لسنوات عديدة. وبعد قيام الدولة الأردنية الحديثة تحت حكم الهاشميين، تولّت عائلة المشربش مناصبًا متنوعة في الجيش والسياسة، وهم الآن يملكون تأثيرًا في قطاع الأعمال في المملكة، وبخاصة القطاعات الماليّة، والعقارات، والطِّب.